# Colline fortifiée de Kannus
La colline fortifiée de Kannus (finnois : Kannuksen linnavuori) est une colline fortifiée située dans le village de Kannus à Taipalsaari en Finlande,.

## Présentation
La colline fortifiée est située à l'extrémité ouest de Kirkkosaari sur la péninsule Lehtoniemi sur les rives du lac Niivansalmi, en face de l'île Rautsaari.
La colline est à 9 kilomètres à l'ouest de l'église de Taipalsaari.
La colline rocheuse mesure environ 150 × 80 mètres et ses flancs au bord du lac sont escarpés.
Le rocher s'élève à plus de 15 mètres au-dessus du niveau d'eau du lac.
La peinture rupestre de Kannus à Linnavuori (fi) est située sur la colline côté lac.